# Волейбол на снегу

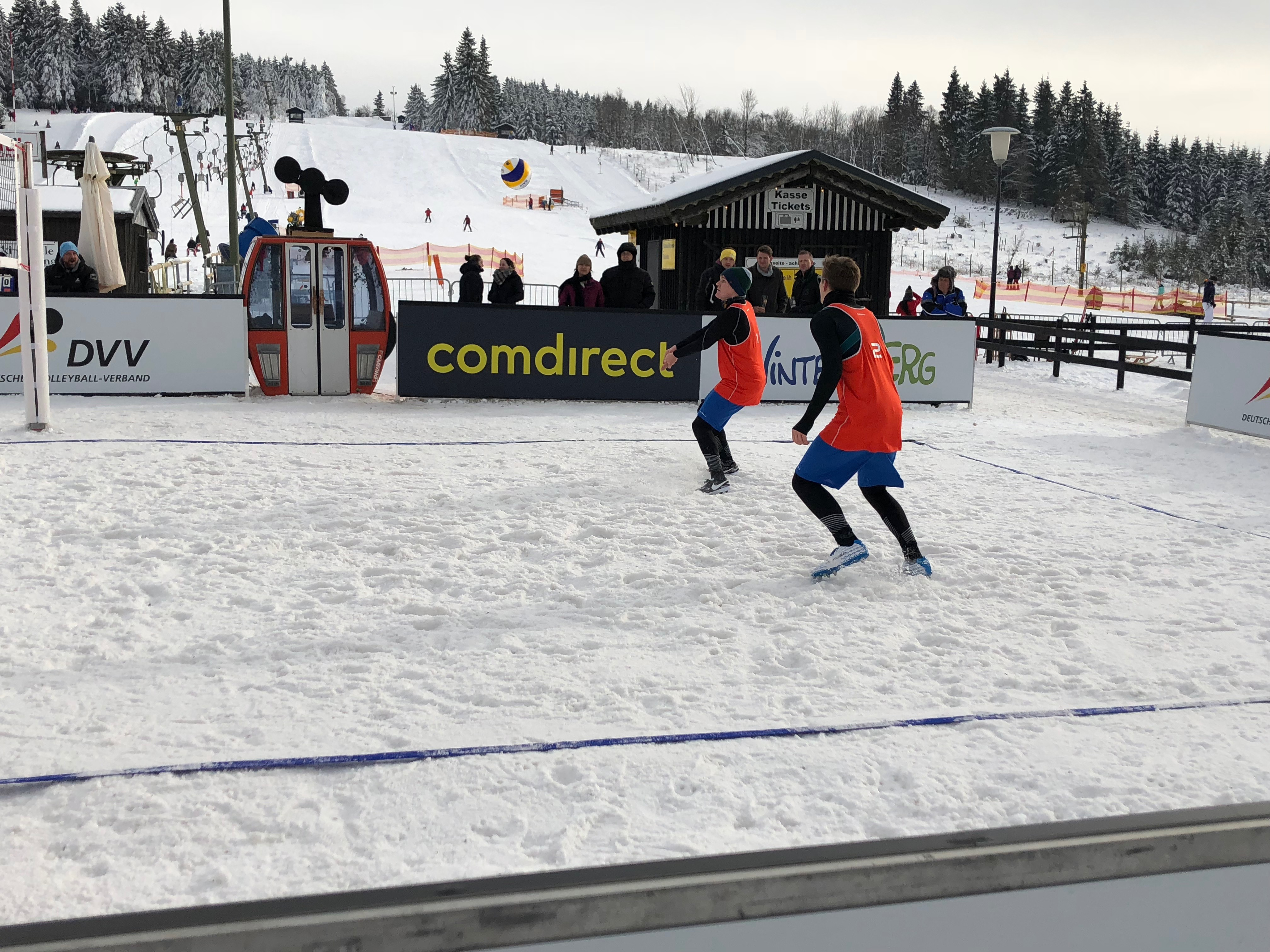
Волейбол на снегу

Волейбол на снегу — разновидность волейбола, в которой команды соревнуются на покрытой снегом площадке.

## Правила игры
Согласно правилам, утверждённым Европейской конфедерацией волейбола в октябре 2018 года, в волейбол на снегу играют две команды, состоящие из трёх человек; допускается присутствие в команде одного запасного игрока. Встречи проводятся на прямоугольной площадке размером 16×8 м, покрытой снегом глубиной не менее 30 см, со свободной зоной шириной не менее 2 м. Как и в пляжном волейболе, центральная линия на площадке отсутствует, верхний край сетки устанавливается на высоте 2,43 м для мужчин и 2,24 м для женщин, мяч имеет длину окружности 66—68 см, массу 260—280 г.
Волейболисты играют в плотной одежде, могут надевать перчатки и головные уборы. Важным элементом экипировки является обувь, обеспечивающая хорошее сцепление со снегом. По этой причине многие игроки используют футбольные бутсы с длинными шипами.
Матчи проводятся до победы одной из команд в двух партиях. Для выигрыша в партии команда должна набрать 15 очков (если при этом преимущество над соперником не достигло двух очков, то сет продолжается до счёта 16:14, 17:15 и т. д.). По ходу партии команда может произвести две замены и запросить один 30-секундный тайм-аут. После розыгрыша каждых пяти очков соперники меняются сторонами площадки.
Правила, касающиеся игровых действий и поведения участников матча, не отличаются от применяемых в пляжном волейболе.

## История
Волейбол на снегу в тех или иных вариантах развивался в странах с ярко выраженным зимним сезоном на горных курортах, спортивных площадках, зимних пляжах и других местах отдыха. В частности в США особенно массовые соревнования проводились на острове Падре, а в России большой популярностью пользуется Рождественский турнир по волейболу на снегу, впервые организованный в 2004 году в посёлке Токсово, а в последние годы проходящий в Сестрорецке.
В 2008 году крупным центром развития волейбола на снегу как современной спортивной дисциплины стал австрийский курорт Ваграйн, где начали проводиться регулярные соревнования. В 2011 году волейбол на снегу получил официальное признание от Австрийской федерации волейбола, а в марте — апреле 2012 года на озере Шпитцингзе в Германии и в австрийских Ваграйне и Санкт-Антоне состоялась первая международная серия турниров Snowvolleyball Tour с участием волейболистов из девяти европейских стран — Австрии, Германии, Испании, Италии, Польши, Словении, Франции, Чехии и Швейцарии. Некоторые из этих стран впоследствии также подключились к организации соревнований в рамках Евротура.
16 октября 2015 года на XXXVI Генеральной ассамблее Европейской конфедерации волейбола (CEV) в Софии было объявлено о включении Европейского тура по волейболу на снегу в официальный календарь соревнований. В пресс-релизе CEV отмечалось, что свои силы в новой дисциплине на международном уровне уже попробовали такие известные мастера пляжного волейбола, как бронзовый призёр Олимпийских игр-2012 Мартиньш Плявиньш и чемпионка Европы-2011 Грета Чиколари. В марте — апреле 2016 года под эгидой CEV прошёл первый официальный розыгрыш Европейского тура по волейболу на снегу, включавший в себя этапы в чешском Шпиндлерув-Млине, австрийском Ваграйне и итальянском Кронплатце. 1 сентября 2017 года на XXXVIII Генеральной ассамблее CEV в Кракове президент организации Александр Боричич объявил, что с 22 по 25 марта 2018 года в Австрии пройдёт первый в истории чемпионат Европы по волейболу на снегу с участием 24 мужских и 24 женских команд. Победителями дебютного континентального первенства стали Руслан Даянов / Тарас Мыськив (Россия) и Ева Думбаускайте / Моника Повиляйтите (Литва).
Международная федерация волейбола (FIVB) зимой 2017 года поддержала международный турнир на горном курорте Дизин в Иране и провела под своей эгидой Фестиваль снежного волейбола в Ваграйне. В мае того же года президент организации Ари Граса заявил о намерении добиться включения волейбола на снегу в программу зимних Олимпийских игр (в 2022 году как показательной дисциплины, а в 2026-м — как части соревновательной программы). 14 февраля 2018 года в Пхёнчхане, столице XXIII Олимпийских зимних игр, состоялся выставочный матч по волейболу на снегу с участием звёзд классического и пляжного волейбола — бразильцев Жибы и Эмануэла, серба Владимира Грбича, кореянки Ким Ён Кун, австрийцев Николаса Бергера, Штефани Швайгер и китаянки Сюэ Чэнь.
В 2020 году волейбол на снегу в тестовом режиме войдёт в программу зимних Юношеских Олимпийских игр в Лозанне, а на 2021 год запланировано проведение первого чемпионата мира.